# Libčeves
Libčeves település Csehországban, Lounyi járásban. Libčeves Raná, Kozly, Třebívlice, Chraberce, Želkovice, Chožov, Hrobčice, Měrunice, Děčany és Bělušice településekkel határos. Lakosainak száma 938 fő (2024. január 1.).

## Népesség
A település lakosságának változását az alábbi diagram mutatja:
| Lakosok száma | 2120 | 2150 | 1908 | 1112 | 976  | 925  | 945  | 969  | 905  | 938  |
|               | 1869 | 1900 | 1921 | 1961 | 1980 | 2011 | 2016 | 2019 | 2021 | 2024 |